# Welf II van Altdorf
Welf II van Altdorf (ca. 965 - 10 maart 1030) was een Duits edelman.
Omdat voorouders van Welf de heilige Odomar van Sankt Gallen hadden gedood was hun geslacht verplicht om ieder jaar een boete te betalen aan het graf van de heilige. In de tijd van Welf werd de boete betaald in de vorm van staal uit een mijn in Füssen. Welfs broer Hendrik was te trots om deze boete te betalen en kwam kort daarna om het leven toen hij bij de steenbokjacht in een ravijn stortte. Hun moeder Ita zorgde ervoor dat de betalingen werden hervat.
Welf was graaf van Altdorf (tegenwoordig Weingarten (Württemberg)) en van Lechrain. Hij had grote bezittingen rond het Bodenmeer, tot in Noord-Italië aan toe. Hij trouwde met Irmentrude van Luxemburg, een nicht van de keizerin. Dat was goed voor de carrière van Welf: hij kreeg belangrijke goederen in het Lechtal en een strategische positie bij de Brennerpas. Ook bracht ze belangrijke bezittingen in Noord-Italië in. Welf bouwde de Ravensburg bij Altdorf. Hij vocht samen met bisschop Werner I van Habsburg, van Straatsburg met veel succes tegen Bourgondië. In 1025 steunde hij de opstand van Ernst II van Zwaben en als gevolg daarvan verloor hij het graafschap bij de Brennerpas. In 1026 kwam Welf bovendien in conflict met de bisschoppen van Augsburg en Freising, en plunderde de stad Augsburg. In 1027 moest hij zich onderwerpen aan keizer Koenraad II de Saliër, de schade van plundering vergoeden en hij stierf uiteindelijk in gevangenschap. Hij werd begraven in de abdij Weingarten.
Welf was zoon van Rudolf II van Altdorf (927 - ca. 992) en Itha van Öhningen (ca. 940 - na 1000), een rijke erfdochter van Koenraad I van Zwaben en Richlind (dochter van Otto I de Grote). Rudolf II was zoon Rudolf I van Altdorf (ca. 895 - ca. 950), graaf van de Linzgau, Argengau en Augstgau. Door een grote ruil van bezit met zijn broer (bisschop Koenraad) consolideerde hij de kern van zijn bezit. Rudolf I was getrouwd met Siburgis. Rudolf I was zoon van Hendrik van Altdorf.
Welf was getrouwd met Irmentrude (ca. 990 - 21 augustus na 1057), dochter van Frederik van Luxemburg en Irmentrude van de Wetterau (ca. 972 - ca. 1015). Zij kregen de volgende kinderen:
- Welf III (ovl. Burg Bodman, 13 november 1055. Welf verplaatste het klooster van Altdorf naar Weingarten. In 1047 werd hij benoemd tot hertog van Karinthië en markgraaf van Verona. Welf kwam samen met Koenraad I van Beieren in verzet tegen keizer Hendrik III en verloor daardoor zijn functie als hertog. Hij liet al zijn bezit na aan de abdij van Weingarten.
- Kunigunde (ca. 1020- 31 maart voor 1055), gehuwd met Albert Azzo II van Este
- mogelijk Koenraad (ovl. 27 augustus 1031)
- mogelijk Ita van Altdorf (ca. 1025 - ca. 1105), gehuwd met Everhard van Nellenburg

Irmentrud speelde na het overlijden van haar zoon Welf nog een belangrijke rol. Zij wist met succes zijn testament aan te vechten (ze had als rechthebbende geen toestemming gegeven) en haalde haar kleinzoon Welf IV uit Italië om het bestuur van deze bezittingen op zich te nemen. Zij werd begraven in Altomünster.